# Sezione fiati

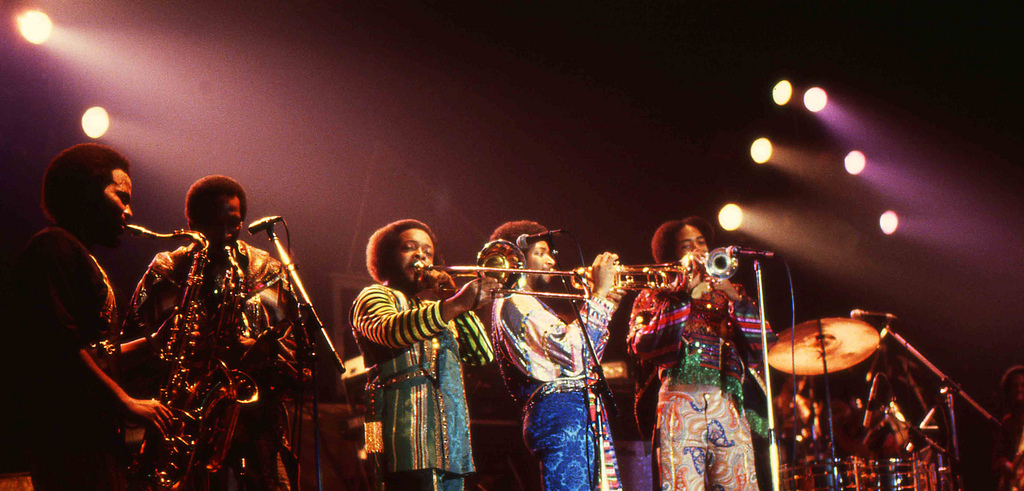
Sezione fiati Phenix Horns degli Earth, Wind & Fire, durante un live, nel 1982

La sezione fiati, nel linguaggio della musica moderna, indica la sezione di un gruppo musicale, composta da strumenti a fiato, quasi sempre composta da una combinazione di legni e ottoni.
Nel gergo musicale moderno è spesso utilizzato il termine inglese horn section, o meno frequentemente brass section per intendere le sezioni composte solo da ottoni e reed section per quelle composte solo da ance.
Il termine è usato anche in ambito orchestrale per fare riferimento a tutti gli strumenti a aerofoni.

## Composizione

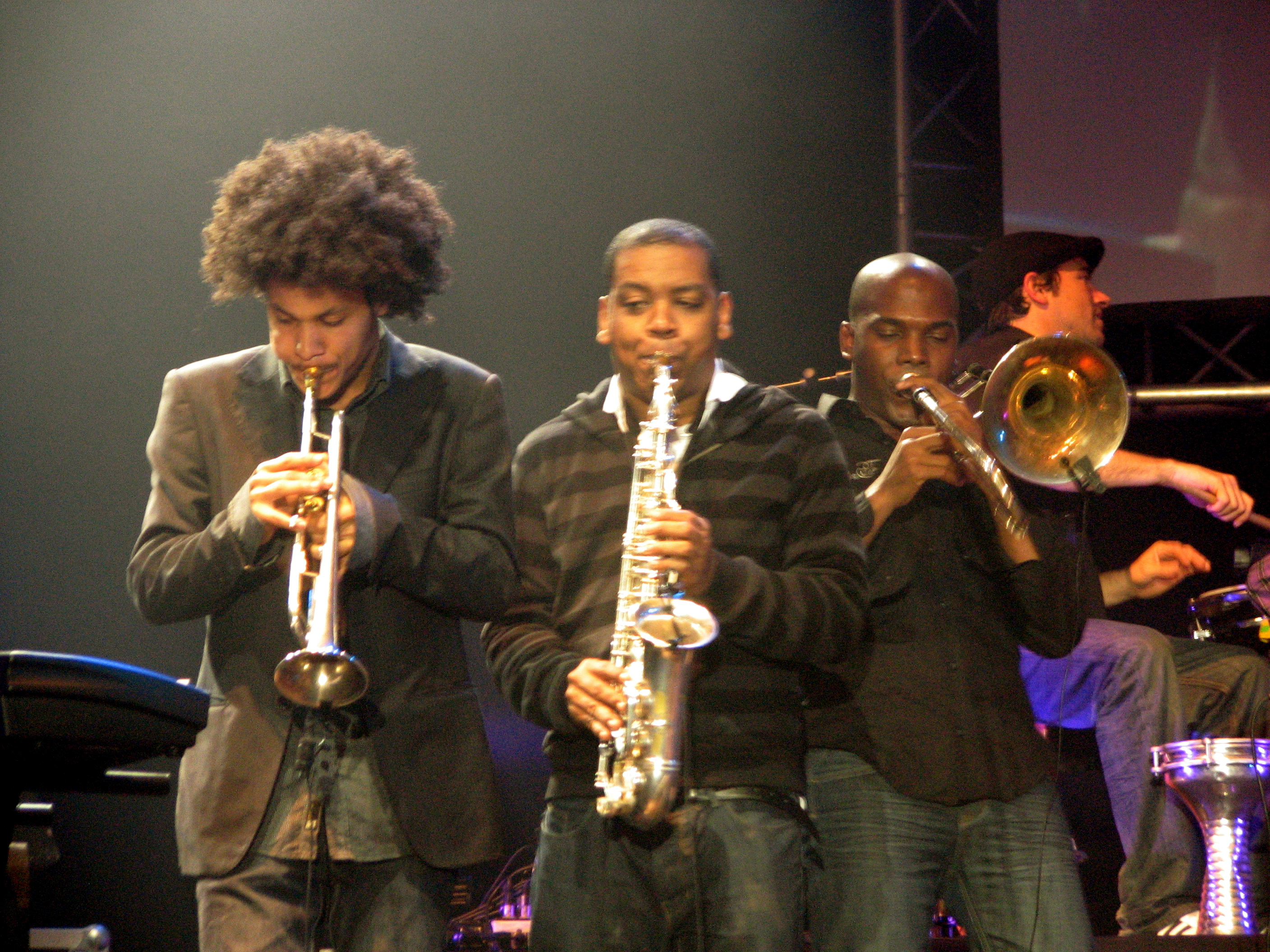
Horn section di Ojos de Brujo, nel 2008

La sezione fiati è parte integrante di svariati generi musicali come il jazz, R&B, blues, soul, funk, calypso, ska e gospel. La maggior parte delle formazioni comprende combinazioni di sassofoni, trombe e tromboni. Più di rado sono presenti anche altri strumenti a fiato come clarinetti o flauti.
Altri generi popolari dove è spesso utilizzata la sezione fiati (ma più di rado rispetto ai precedenti) sono il rock, la musica pop, e in generale nella musica latina.

## Gruppi musicali con sezioni fiati famose
Soprattutto nella musica blues, soul, funk (e derivati) ci sono molti gruppi che si sono distinti per la presenza della propria sezione fiati o sono diventati iconici per le performance di quest'ultima.
- Chicago
- Earth, Wind & Fire, la cui sezione fiati è chiamata Phenix Horns[1].
- Madness
- The Blues Brothers
- Tower of Power
- Blood, Sweat & Tears